# Dragør Kommune
Dragør Kommune [ˈdʀɑːwøːʔʀ] ist eine dänische Kommune in der Region Hovedstaden an der Südspitze der Insel Amager.
Die Kommune ist 18,30 km² groß, hat 14.609 Einwohner (Stand 1. Januar 2023) und umfasst die Orte Dragør und Søvang. Die einzige angrenzende Gemeinde ist Tårnby im Norden, nach Osten und Süden wird die Gemeinde durch den Øresund begrenzt, nach Westen durch die Bucht von Køge (Køge Bugt).

## Geschichte
Die Kommune wurde am 1. April 1974 gebildet, als die Kommunen Store Magleby und Dragør vereinigt wurden. Bei der Kommunalreform 2007 blieb die Kommune unberücksichtigt, obwohl sie weniger als 20.000 Einwohner zählt.
Im Mittelalter war Dragør neben Skanör-Falsterbo ein wichtiger Ort für den Heringsfang während der Schonischen Messe.

## Ortschaften in der Kommune
Auf dem Gemeindegebiet liegen die folgenden Kirchspielsgemeinden (dän.: Sogn) und Ortschaften mit über 200 Einwohnern (byer nach Definition der dänischen Statistikbehörde), bei einer eingetragenen Einwohnerzahl von Null hatte der Ort in der Vergangenheit mehr als 200 Einwohner. Mit der Zusammenlegung der Store Magleby Kommune und der Dragør Kommune 1974 wurde die Ortschaft Store Magleby statistisch Dragør zugeordnet.
| Nr. | Kirchspiel         | Einwohner | Ortschaft | Einwohner |
| --- | ------------------ | --------- | --------- | --------- |
| 2   | Dragør Sogn        | 4.369     | Dragør    | 12.327    |
| 1   | Store Magleby Sogn | 10.225    | Søvang    | 1.811     |

1. ↑  Die Stadt Dragør erstreckt sich komplett über Dragør Sogn und teilweise über Store Magleby Sogn.

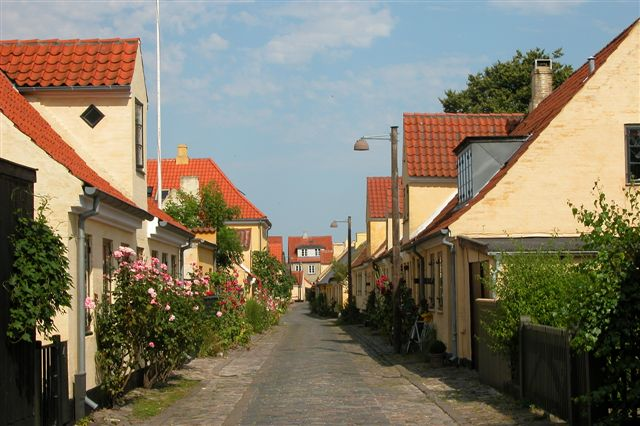
Gasse in Dragør
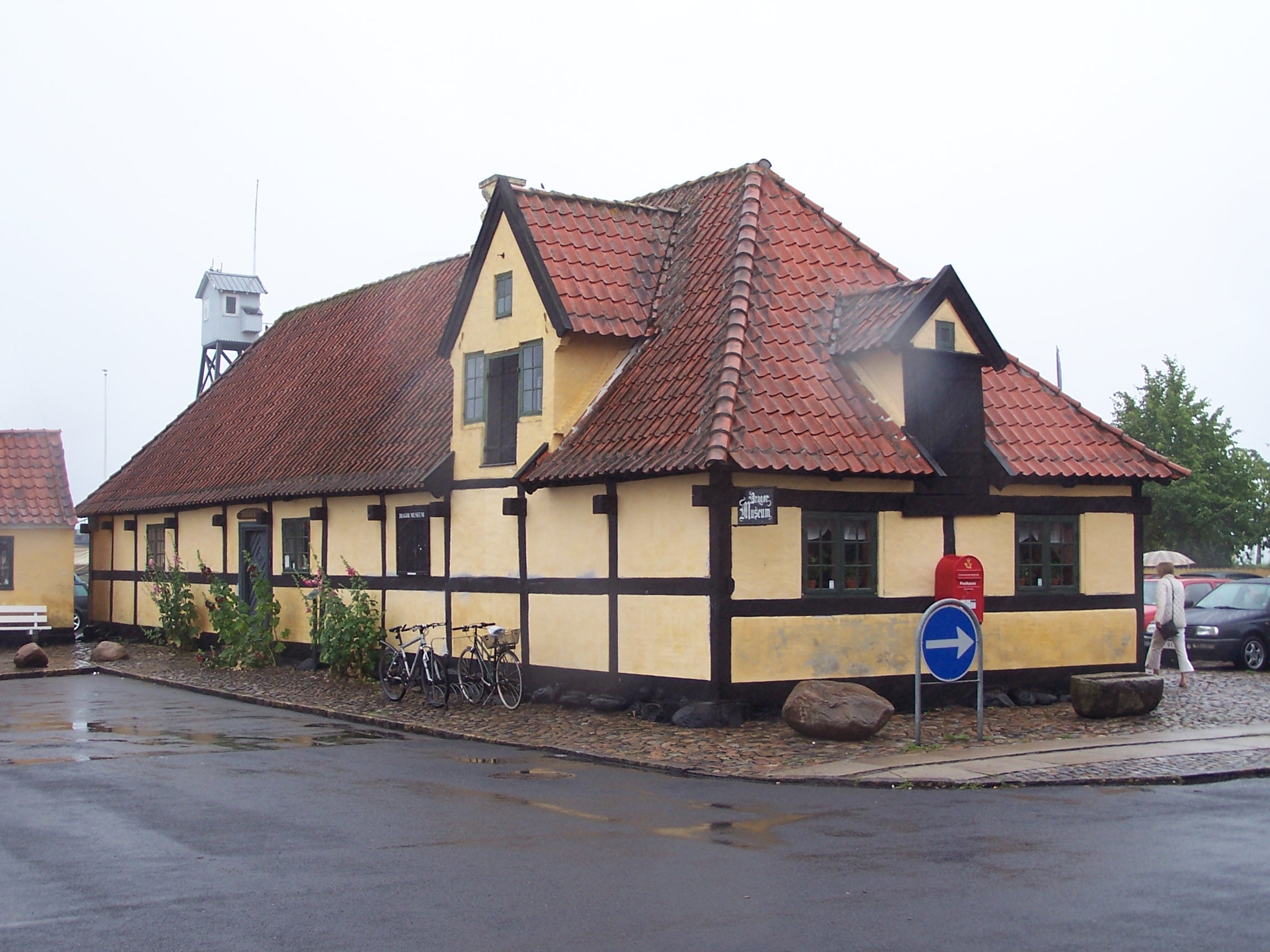
Dragør Museum
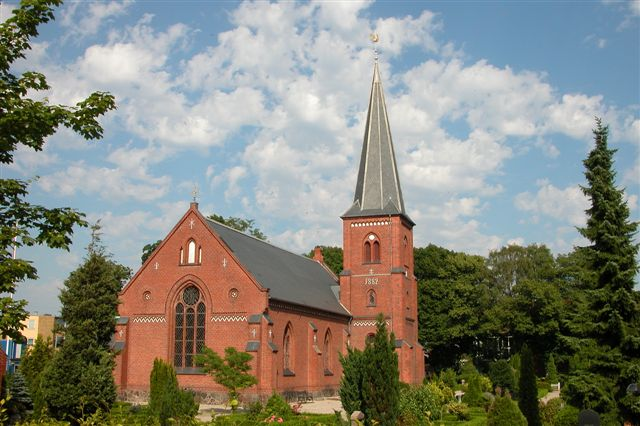
Dragør Kirche
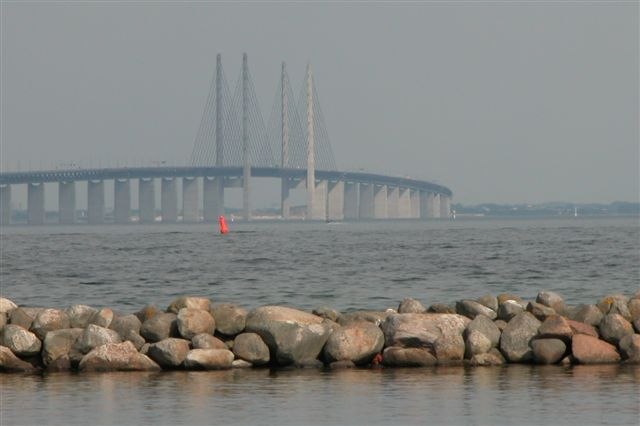
Die Öresundbrücke, gesehen von Dragør